# 阿特拉斯科普柯龍屬
阿特拉斯科普柯龍屬是薄板类恐龍的一個屬，生活於下白堊紀的澳大利亞，但目前的研究資料不多，只能知道牠們是種小型、二足、植食性恐龍。牠的身長約有2到3公尺長，體重約125公斤重。由於化石材料、研究資料有限，阿特拉斯科普柯龍目前通常被認為是疑名
正模標本（編號NMV P166409）是在1984年發現於維多利亞州的恐龍灣，屬於Eumeralla組地層，地質年代屬於阿普第階至阿爾布階，挖掘過程由阿特拉斯科普柯工業集團（Atlas Copco）提供器材協助挖掘。總共發掘了85件化石骨骼碎片。所發現的化石是大部份不完整的骨骼。正模標本只有一塊部分上頜骨及牙齒。由於此次發現，開始恐龍灣地區的化石挖掘活動，而阿特拉斯科普柯與其他公司繼續展開挖掘，十年間共挖掘了約60公尺長的隧道。
模式種是洛氏阿特拉斯科普柯龍（A. loadsi），是在1989年由帕特·里奇（Pat Vickers-Rich）與托馬斯·里奇（Tom Rich）夫婦進行敘述、命名。屬名是以提供器材尋找化石的阿特拉斯·科普柯公司來命名；種名是以當時阿特拉斯科普柯公司負責協助挖掘的經理William Loads來命名的。
阿特拉斯科普柯龍被命名時，被歸類於稜齒龍科。稜齒龍科目前被認為是非天然的並系群，因此阿特拉斯科普柯龍被認為是種真鳥腳類的原始物種。

## 外部連結
- 鳥腳下目 - Thescelosaurus!網站